# Flines-lez-Raches
 Flines-lez-Raches  es una población y comuna francesa, en la región de Norte-Paso de Calais, departamento de Norte, en el distrito de Douai y cantón de Douai-Nord.

## Demografía
| 5075 | 5095 | 5047 | 5098 | 5294 | 5441 |
| Para los censos de 1962 a 1999 la población legal corresponde a la población sin duplicidades (Fuente: INSEE [Consultar]) |      |      |      |      |      |